# Prytanis (Lykier)
Prytanis (altgriechisch Πρύτανις Prýtanis) ist eine Person der griechischen Mythologie.
Prytanis erscheint ausschließlich literarisch in Homers Odyssee als einer der mit den Trojanern verbündeten Lykier, den Odysseus, angetrieben von Athene, im Trojanischen Krieg tötet. Die weiteren namentlich genannten, von Odysseus getöteten Lykier sind Koiranos, Chromios, Alastor, Halios, Alkandros und Noëmon.